# Paco León
Francisco León Barrios, noto come Paco León (Siviglia, 4 ottobre 1974), è un attore, regista, sceneggiatore e produttore cinematografico spagnolo.

## Biografia
Nato a Siviglia nel 1974, figlio di Antonio León e dell'attrice Carmina Barrios. Anche la sorella Maria León è attrice. Dopo aver studiato teatro e danza, inizia la sua carriera partecipando a produzioni teatrali con il Centro Nazionale d'Arte Drammatica e come ballerino in spettacoli di danza moderna. Ha due fratelli: Maria, attrice e Alejandro, militare. A soli 7 anni partecipò ad una performance di Teresa Rabal, durante la quale scelsero volontari per un concorso di ballo. Leon riuscì a vincere il premio, un poster gigante della cantante. 
Nel 1999 fece la sua prima apparizione in televisione nel programma Castillos en el aire di Canal Sur, dove interpretò il personaggio di Lucas. Successivamente ricoprì il ruolo di Mario nella sitcom di Telecinco Moncloa digame? cancellata dopo 13 episodi per il poco successo. Il suo primo ruolo cinematografico è stato nel film Amar y morir en Sevilla (Don Juan Tenorio) del 2001, seguito da un piccolo ruolo in La vida mancha del 2003.
Dopo aver partecipato alla commedia Reinas - Il matrimonio che mancava, León diventa noto in Spagna per sua partecipazione al programma televisivo Homo Zapping di Antena 3, dove ha interpretato, tra gli altri personaggi, Matías Prats, Bertín Osborne, Anne Igartiburu e Raquel Revuelta, insieme ai suoi compagni di squadra José Corbacho, Yolanda Ramos e Silvia Abril. In quel programma, ha anche interpretato il ruolo di Rubén, un giovane molto estroverso che è apparso in programmi di stampa rosa con la sua ragazza Jessi. Dopo la fine del programma, Leon è apparso in due episodi di 7 Vidas e nel suo spin-off Aida. Grazie a questi personaggi, León ha vinto due Silver Frames, due TP de Oro e tre premi dalla Spanish Television Academy.
Nel 2005 ha doppiato il personaggio del leone Alex nella versione spagnola di Madagascar e nei successivi sequel. Nel 2009 è tra i protagonisti del film Dieta mediterranea. Nel 2012 dirige la madre e la sorella nel suo debutto alla regia Carmina o revienta. Nel 2014 dirige il suo secondo lungometraggio, Carmina y amén, seguito del primo, sempre interpretato da sua madre e sua sorella. Il suo terzo film da regista è Kiki & i segreti del sesso, remake del film australiano The Little Death.

## Vita privata

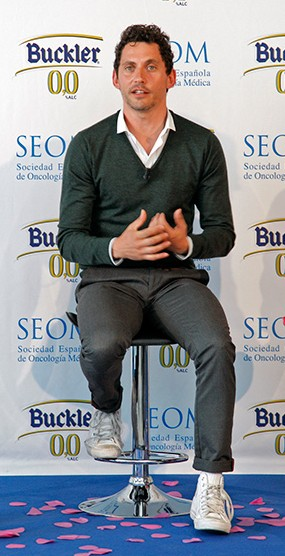
Paco León nel 2008

Ha una figlia, Manuela, nata nel 2010, avuta dalla compagna Anna Rodríguez Costa. Nel 2016, durante un'intervista televisiva, ha parlato liberamente della sua bisessualità e che quando ha incontrato la sua attuale compagna e madre di sua figlia, aveva un fidanzato.

## Filmografia parziale

### Attore

#### Cinema
- Amar y morir en Sevilla (Don Juan Tenorio), regia di Víctor Alcázar (2001)
- La vida mancha, regia di Enrique Urbizu (2003)
- Reinas - Il matrimonio che mancava (Reinas), regia di Manuel Gómez Pereira (2005)
- La dama boba, regia di Manuel Iborra (2006)
- Los mánagers, regia di Fernando Guillén Cuervo (2006)
- Sexykiller, morirás por ella, regia di Miguel Martí (2008)
- Dieta mediterranea (Dieta mediterránea), regia di Joaquín Oristrell (2009)
- No lo llames amor... llámalo X, regia di Oriol Capel (2011)
- Tres bodas de más, regia di Javier Ruiz Caldera (2013)
- Carmina y amén, regia di Paco León (2014)
- Embarazados, regia di Juana Macías (2016)
- Kiki & i segreti del sesso (Kiki, el amor se hace), regia di Paco León (2016)
- 7 años, regia di Roger Gual (2016)
- Toc Toc, regia di Vicente Villanueva (2017)
- La tribù (La tribu), regia di Fernando Colomo (2018)
- La casa de las flores - Il film (La casa de las Flores: la película), regia di Manolo Caro (2021)
- Mamá o papá, regia di Dani de la Orden (2021)
- Il talento di Mr. C (The Unbearable Weight of Massive Talent), regia di Tom Gormican (2022)
- Mari(dos), regia di Lucia Alemany (2022)

#### Televisione
- Moncloa ¿dígame? – serie TV, 13 episodi (2001)
- 7 vidas – serie TV, 2 episodi (2004-2005)
- Homo Zapping – programma TV, 41 episodi (2003-2006)
- Ácaros – serie TV, 7 episodi (2006-2007)
- Aída – serie TV, 236 episodi (2005-2014)
- La peste – serie TV, 6 episodi (2018)
- La casa de las flores – serie TV 23 episodi (2018-2020)
- Arde Madrid – serie TV, 8 episodi (2018)
- Baci nell'aria (Besos al aire), regia di Ignacio Mercero – miniserie TV (2021)

### Regista
- Carmina o revienta (2012)
- Carmina y amén (2014)
- Kiki & i segreti del sesso (Kiki, el amor se hace) (2016)
- Rainbow (2022)

### Sceneggiatore
- Carmina o revienta, regia di Paco León (2012)
- Carmina y amén, regia di Paco León (2014)
- Kiki & i segreti del sesso (Kiki, el amor se hace), regia di Paco León (2016)

### Produttore
- Carmina o revienta, regia di Paco León (2012)
- Carmina y amén, regia di Paco León (2014)

## Doppiatori italiane
Nelle versioni in italiano delle opere in cui ha recitato, Paco Leon è stato doppiato da:
- Edoardo Stoppacciaro in Kiki & i segreti del sesso
- Francesco Mei in 7 años
- Stefano Crescentini in Toc Toc
- Gabriele Sabatini ne Il talento di Mr. C